# Targowischte-Gletscher
Der Targowischte-Gletscher (bulgarisch ледник Търговище lednik Targowischte) ist ein 1,6 km langer und 0,7 km breiter Gletscher im Südwesten von Greenwich Island im Archipel der Südlichen Shetlandinseln. In den Breznik Heights fließt er östlich des Viskyar Ridge und südwestlich des Vratsa Peak zur Bransfieldstraße, die er östlich des Sartorius Point erreicht.
Die bulgarische Kommission für Antarktische Geographische Namen benannte ihn 2005 nach der Stadt Targowischte im Nordosten Bulgariens.